# Ryōichi Kawazu
Ryōichi Kawazu (japanisch 河津 良一 Kawazu Ryōichi; * 22. Mai 1992 in der Präfektur Osaka) ist ein ehemaliger japanischer Fußballspieler.

## Karriere
Kawazu erlernte das Fußballspielen in der Schulmannschaft der Sakuyo High School und der Universitätsmannschaft der Senshū-Universität. Seinen ersten Vertrag unterschrieb er 2015 bei JEF United Chiba. Der Verein spielte in der zweiten japanischen Liga, der J2 League. Im August 2015 wechselte er zu Azul Claro Numazu. Am Ende der Saison 2016 stieg der Verein in die dritte Liga auf. Für den Verein absolvierte er 12 Ligaspiele. 2018 wechselte er zum Ligakonkurrenten Grulla Morioka. Für Iwate stand er 15-mal auf dem Spielfeld. Der Drittligist Vanraure Hachinohe aus Hachinohe nahm ihn 2019 unter Vertrag. Hier stand er bis Ende Januar 2021 unter Vertrag.
Am 1. Februar 2021 beendete er seine Karriere als Fußballspieler.